# 柳垣
柳垣（韓語：류원，1997年11月8日—），韓國女演員。

## 個人簡歷
本名周垣 (韓語：주원)，為免與其他演員前輩同名，所以隨母親姓柳，取藝名為「柳垣」。在釜山廣域市海雲臺區出生，小學三年級舉家移民至美國生活了八年，因此英語流利。17歲參加洛杉磯選美大賽並當選，因而被在現場觀賽的JYP娛樂星探選中，當時對服裝設計和美術較感興趣，因此猶豫着是否回韓國發展，最終聽從父親建議，在18歲提前高中畢業，獨自回到韓國成為JYP娛樂的演員練習生。

## 影視作品

### 電視劇
- 2015年：SBS《我的夢幻葬禮》飾演 李秀靜
- 2016年：KBS《任意依戀》飾演 崔夏露
- 2017年：MBC《Missing9》 飾演 尹素熙
- 2019年：SBS《VAGABOND》飾演 Miki (米琪)
- 2019年：SBS《Secret Boutique》飾演 魏藝恩

### 網路劇
- 2017年：Naver TV《魔術學校》 飾演 實習醫師世拉
- 2017年：Naver TV《拜託了女神》 飾演 韓女神

### 電影
- 2015年：《愛麗絲：季節的間隙》[3]》飾演 權多珠
- 2019年：《皮爾》(Peel)飾演 春子

### MV
- 2017年：伯賢（EXO）《Take You Home》
- 2017年：黃致列《我們盡力了》
- 2018年：張祐榮《Going Going》

## 外部連結
- 柳垣 （页面存档备份，存于） WIKI 
- 柳垣 NAVER 
- 柳垣的Instagram帳戶